# Pawło Petrenko
Pawło Dmytrowycz Petrenko, ukr. Павло Дмитрович Петренко (ur. 17 lipca 1979 w Czerniowcach) – ukraiński polityk oraz prawnik, od 2014 do 2019 minister sprawiedliwości.

## Życiorys
Absolwent prawa na Czerniowieckim Uniwersytecie Narodowym im. Jurija Fedkowycza, kształcił się również w zakresie zarządzania. W 2014 otrzymał stopień kandydata nauk prawnych.
W latach 2001–2005 pracował w departamencie prawnym jednego z banków państwowych, następnie zaczął prowadzić własną praktykę prawniczą. W 2009 dołączył do Frontu Zmian, w którym kierował działem prawnym. W latach 2010–2012 zasiadał w radzie miejskiej Kijowa. W 2012 został wybrany do Rady Najwyższej VII kadencji z ramienia jednoczącej środowiska opozycyjne Batkiwszczyny. W 2013 został jednym z wiceprzewodniczących tej partii, gdy doszło do jej połączenia z Frontem Zmian.
27 lutego 2014, po wydarzeniach Euromajdanu, Pawło Petrenko objął urząd ministra sprawiedliwości w rządzie Arsenija Jaceniuka. We wrześniu 2014 znalazł się w gronie założycieli Frontu Ludowego, na czele którego stanął urzędujący premier. W wyborach z października tegoż roku uzyskał mandat posła VIII kadencji. Pozostał również na dotychczasowym stanowisku rządowym w drugim gabinecie dotychczasowego premiera powołanym 2 grudnia 2014, a także w utworzonym 14 kwietnia 2016 rządzie Wołodymyra Hrojsmana. Funkcję tę pełnił do 29 sierpnia 2019.